# EN Возничего
EN Возничего (лат. EN Aurigae) — одиночная переменная звезда в созвездии Возничего на расстоянии (вычисленном из значения параллакса) приблизительно 5028 световых лет (около 1542 парсеков) от Солнца. Видимая звёздная величина звезды — от +14,3m до +12,4m.

## Характеристики
EN Возничего — красная пульсирующая медленная неправильная переменная звезда (LB) спектрального класса M6. Эффективная температура — около 3294 К.